# Olheiro
Olheiro é uma pessoa que tem a função de observar alguém a mando de outra pessoa. A condição de olheiro pode ser exercida nas situações abaixo:

## No futebol
No futebol, o olheiro tem a função de procurar jogadores para o time no qual trabalha, geralmente atletas jovens que podem vir a se tornar novos talentos potenciais. Esta busca se dá em campos de futebol de várzea e nas escolinhas de futebol licenciadas. Há também, principalmente no futebol europeu, os olheiros que são enviados a outros países e até a outros continentes em busca de jogadores por um baixo custo. Trata-se sempre de alguém de confiança do clube – um ex-jogador ou um técnico das divisões de base – que trabalha de modo permanente ou temporário na função.

## Na moda
Na moda, o olheiro (também denominado scouter) é aquele que está encarregado de encontrar as new faces (os novos modelos) e encaminhá-los para a agência na qual trabalhar, para testes, seleção, etc. É muito importante como em todas as áreas sempre pedir a identificação do profissional para que não haja problemas futuro, quando se tratar de crianças ou adolescentes abaixo de 18 anos é necessária a presença de seus respectivos responsáveis que assinem os contratos.

## Em atividades ilícitas
No mundo do crime, o olheiro é aquele que fica observando o movimento nas entradas dos bancos e próximo aos caixas eletrônicos a fim de saber quem sacou mais dinheiro e avisar um comparsa para roubá-lo. Também designa os responsáveis por observar o movimento perto dos pontos do tráfico e dar o aviso de movimentações suspeitas ou da aproximação de policiais.